# Индустрия строительства
«Индустрия Строительства» — футбольный стадион в Старом Осколе, бывший стадион «ПромАгро». Крупнейший стадион Белгородской области. Расположен по адресу: 309502, Белгородская область, город Старый Оскол, микрорайон Надежда, проспект Молодежный, 12.

## История
Открыт в 2004 году. До 2014 года был домашней ареной клуба «Металлург-Оскол». С 2017 года открыт для использования жителями города. 

## Характеристика
Стадион вмещает 11 993 зрителей. Общая площадь спортивного объекта составляет 20 тыс. 915.2 м². На западной трибуне стадиона расположено 5 637 посадочных мест. Под трибуной находятся офисные помещения. Вместимость восточной трибуны составляет 6 356 посадочных мест. Размер поля 105х65 метров с искусственным покрытием (газон четвёртого поколения). Искусственное освещение отсутствует. Арена оборудована электронным табло. Стадион имеет легкоатлетическую беговую четырёхполосную дорожку длиной 400 метров. На территории стадиона расположены два теннисных корта.